# سازمان دموکراتیک یارسان
سازمان دموکراتیک یارسان یا سدی (به انگلیسی: Yarsan Democratic Organization) (به کردی گورانی: ڕێکخریاێ دموکراتیک یارسان) یک سازمان سیاسی مستقل است که بنا بر اساسنامهٔ خود مصوب کنگرهٔ ششم این سازمان حقوق سیاسی و اجتماعی مردم یارسان را در کشور ایران پیگیری می‌کند. این سازمان «آزادی، یکسانی، آرمان یارسانی» را به عنوان شعار خود انتخاب کرده‌است.

## تاریخچه
در اواخر دههٔ ۸۰ میلادی، جمعیتی از کردهای جنوب کردستان ایران از پیروان یارسان که به سبب وقوع جنگ ایران و عراق به کردستان عراق پناه برده بودند، حرکتی سیاسی را آغاز کردند که پس از مدتی با نام جنبش مقاومت جامعهٔ اهل حق اعلام موجودیت کرد. این جنبش به سبب شرایط بحرانی کردستان عراق در آن دوره و وقوع جنگ پس از مدتی منحل شد و اعضای آن به کشورهای اروپایی پناهنده شدند.
با ورود نیروهای سیاسی یارسان به اروپا، مسائل جدیدی برای مردم یارسان به وجود آمد. افزون بر این فضای بازتر کشورهای اروپایی امکان فعالیت سیاسی و فرهنگی را در اختیار فعالان سیاسی یارسان قرار می‌داد. در چنین شرایطی دو جریان عمده در میان یارسانی‌های پناهنده در اروپا شکل گرفت: در سال ۲۰۰۷ جنبش دموکراتیک یارسان و در سال ۲۰۱۰ سازمان یاریکورد اعلام موجودیت کردند.
در سال ۲۰۱۲ فعالان این دو سازمان تصمیم به برگزاری نشست مشترکی تحت عنوان کنگرهٔ اتحاد یارسان گرفتند. در این کنگره که در شوپینگ در کشور سوئد برگزار شد، دو سازمان در هم ادغام شده و نام سازمان دموکراتیک یارسان را برای خود انتخاب کردند.

## معرفی سازمان و اهداف آن
http://www.yarsanmedia.org/ku/?p=2342
سازمان دموکراتیک یارسان بنا بر برنامه و اساسنامهٔ خود، مصوب کنگرهٔ ششم به تاریخ ۲۹ و ۳۰ مارس ۲۰۲۴ ، خود را به عنوان «یک سازمان سیاسی دموکراتیک و معتقد به پلورالیسم سیاسی» تعریف کرده‌است. در این راستا این سازمان برای خود نسبت به «دفاع از اعلامیه جهانی حقوق بشر، الحاقات و میثاق‌های مربوطه» متعهد دانسته و خواستهٔ سیاسی خود را «برقراری یک نظام سکولار و دموکراتیک در ایران به منظور نیل به آزادی، دموکراسی، عدالت اجتماعی و حاکمیت قانون و کسب حقوق مطرح در اعلامیهٔ مذکور» عنوان کرده‌است.
در مجموع در اساسنامهٔ این سازمان ،اهداف و خواسته‌های سازمان دمکراتیک یارسان گنجانیده شده‌است که اجرای مفاد منشور حقوق بشر، سپردن ادارهٔ امور به مناطق و جوامع اتنیکی، جدایی دین از دولت و لغو دین رسمی در کشور، جبران عقب ماندگی‌های اجتماعی و اقتصادی مناطق محروم، آموزش زبان مادری، فراهم آوردن امکان بازگشت آوارگان و … از آن جمله‌اند. همچنین دخالت نمایندگان مردم یارسان در مجالس قانونگذاری محلی و سراسری و واگذاری حق ادارهٔ امور جامعهٔ یارسان به مردم بومی و حق این مردم برای داشتن یک مجمع به عنوان نمایندهٔ سیاسی رسمی مردم یارسان از جملهٔ اهداف و خواسته‌های سازمان دموکراتیک یارسان عنوان شده‌است.

## مشی سیاسی
سازمان دموکراتیک یارسان مشی «مسالمت‌آمیز» و استوار بر «پلورالیسم فرهنگی و سیاسی» را انتخاب کرده و خود را «متحد طبیعی جریانات آزادیخواه و دموکرات کردستانی و ایرانی» دانسته‌است.

## ساختار سیاسی
ارگان‌های اصلی سازمان دموکراتیک یارسان عبارتند از: 
١. ارگانهای اصلی تشکیلات شامل:
```
کنگره
```

شورای مرکزی و رهبری مشترک
```
کنفرانس
```

و پلنوم است.
٢. کمیتە بازرسی مالی، کمیته‌ انتخابات، کمیتە تهیە و تدوین برنامە و اساسنامە، کمیسیونها وکمیته‌های کشوری و شهری از دیگر ارگانهای وابسته‌  هستند.  کنگره، عالی‌ترین ارگان تشکل است که با مشارکت همهٔ اعضای دارای شرایط، با فواصل دو تا سه ساله تشکیل می‌شود. اعضای شورای مرکزی توسط کنگره از طریق یک انتخابات آزاد انتخاب می‌شوند و مسئولان سازمان به‌شمار می‌آیند. 
همچنین کمیته‌های بازرسی مالی، کمیتهٔ انتخابات، کمیسیون تهیه و تدوین برنامه و اساسنامه و کمیته‌های کشوری و شهری نیز دیگر ارگان‌های سازمان دموکراتیک یارسان هستند.
رهبری مشترک سازمان نیز توسط شورای مرکزی انتخاب می‌شود. در حال حاضر امیر سلیمی، و فریدون کرمی رهبری مشترک سازمان دمکراتیک یارسان محسوب می‌شوند.
اعضای شورای مرکزی متشکل از: فریدون کرمی، امیر سلیمی، منوچهر عزیزی، احمد مرادی، مصطفی اکبری، علی عسگر خسروی، شهرام القاصی، سام القاصی، فرهاد مهرابی و سید اشکان حسینی، ناوخاس نظری، سامان عزیزی، ادریس مهرابی، حافظ محمدی، اقبال زارع،   
سازمان متشکل از شش کمیسیون تخصصی می‌باشد: ۱. کمیسیون تشکیلات، ۲. کمیسیون انتشارات و آگاهی، کمیسیون روابط دیپلوماتیک و سیاسی، کمیسیون مالی.
کمیسیون زنان، کمیسیون جوانان.
توضیحات ۱: در کنگره ششم مصوب ۲۰۲۴ میلادی تغییرات ساختاری عمده‌ای در برنامه و اساسنامه ایجاد شد.
مراجعه به سایت یارسان میدیا.
www.yarsanmedia.org 
توضیح ۲: ویکی‌پدیا دستخوش تغییرات می‌شود، حتی گاهی معرفی‌نانه‌ها و شناسه‌ها از سوی اشخاصی که ناآگاه به مسئله مربوط هستند تولید یا دستکاری می‌شوند و نیز تحت نظر شخص یا ارگان مربوطی که شرح آن داده می‌شود نیست. از این رو لطفاً برای آشنایی کامل و دقیق‌بینی بیشتر دربارهٔ سازمان دموکراتیک یارسان از سایت یارسان میدیا (تنها سایت رسمی سدی) که در بخش «پیوند به بیرون» به سهولت می‌توان به آن دسترسی داشت به مراجعه فرمایید.

## عضویت در شورای ملی ایران و خروج از آن
سازمان دموکراتیک یارسان در هنگام شکل‌گیری شورای ملی ایران به آن پیوست. اما در ماه آوریل ۲۰۱۳، به همراه جنبش آذربایجان برای دموکراسی و یکپارچگی ایران از این شورا خارج شد. علی مهرابی سخنگوی وقت سازمان دموکراتیک یارسان در گفتگویی با تلویزیون نوروز دلیل پیوستن این سازمان به شورای ملی ایران را تلاش برای معرفی هویت یارسان به سازمان‌های غیر کرد و استفاده از ظرفیت‌های سازمان‌های دیگر برای اهداف این سازمان عنوان کرد. وی اعلام کرد سازمان دموکراتیک یارسان با رهبری این شورا به دلیل برتری طلبی، مرکزیت گرایی و هژمونی خاندان پهلوی بر سر نگارش سند سیاسی مشترک و انتخابات شورا دچار مشکل شده و به همین دلیل از این شورا خارج شده‌است.

## تشکیل جبهه مردمان ایران

در اواخر سال ۲۰۲۲ سازمان دموکراتیک یارسان در اتحاد با جنبش آذربایجان برای دمکراسی و یکپارچگی ایران جبهه‌ای تحت عنوان «جبهه مردمان ایران» تأسیس کردند. این جبهه منشور خود را در ۲۶ نوامبر ۲۰۲۲ منتشر کرد.